# Paula (krets)

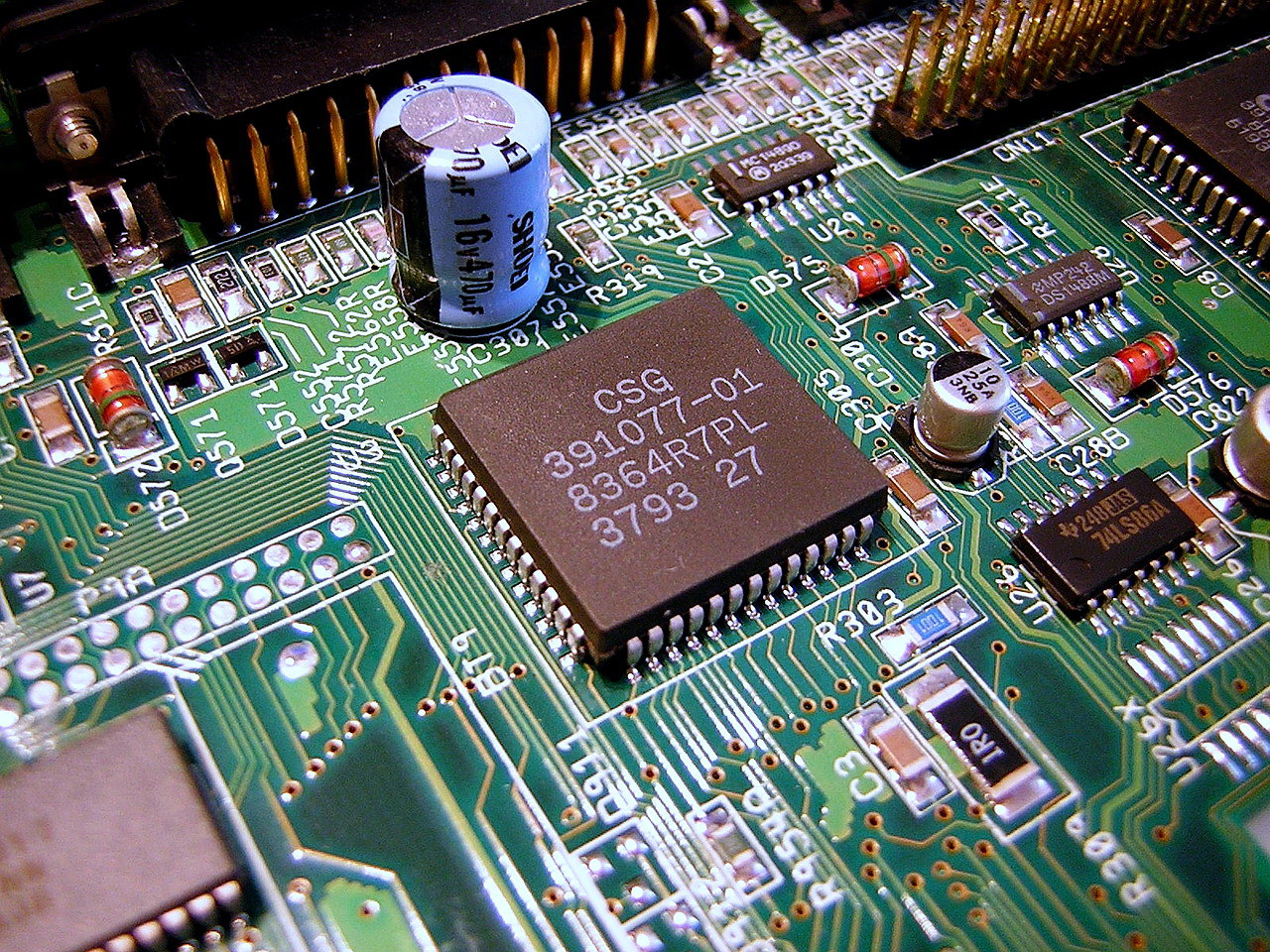
Amiga Custom Chip Paula 8364 (i Amiga 1200)

Paula eller MOS Technology 8364 är den krets i Amiga Chipset som sköter ljud och även agerar diskettkontroller. Olika revisioner av denna krets sitter i alla Amigor från Commodore. Chippet har 4 DMA-drivna 8-bit PCM ljudkanaler. Två ljudkanaler mixas till vänster ljud, och två mixas till höger.